# Propad Hollywooda
Propad Hollywooda (tudi Hollywoodski konec, angleško Hollywood Ending) je ameriški komični film iz leta 2002, ki ga je režiral in zanj napisal scenarij Woody Allen. V glavnih vlogah ob Allenu nastopajo še George Hamilton, Téa Leoni, Debra Messing, Mark Rydell, Treat Williams, Tiffani Thiessen. Zgodba govori o nekdaj slavnem filmskem režiserju (Allen), ki trpi za histerično slepoto zaradi velikega stresa ob režiranju. 
Film je bil premierno prikazan v netekmovalnem programu Filmskega festivala v Cannesu leta 2002. Naletel je na mešane ocene kritikov. Na strani Rotten Tomatoes je prejel oceno 46% in tudi finančno ni bil uspešen.

## Vloge
- Woody Allen kot Val Waxman
- Téa Leoni kot Ellie
- George Hamilton kot Ed
- Treat Williams kot Hal
- Debra Messing kot Lori
- Neal Huff kot direktor za trženje
- Mark Rydell kot Al Hack
- Lu Ju kot kameraman
- Barney Cheng kot prevajalec
- Jodie Markell kot Andrea Ford
- Isaac Mizrahi kot Elio Sebastian
- Marian Seldes kot Alexandra
- Tiffani Thiessen kot Sharon Bates
- Peter Gerety kot psihiater
- Greg Mottola kot pomočnik direktorja
- Fred Melamed kot Pappas
- Jeff Mazzola kot rekviziter
- Aaron Stanford kot igralec
- Erica Leerhsen kot igralka
- Joe Rigano kot kinooperater
- Mark Webber kot Tony Waxman
- Rochelle Oliver kot urednik